# Монетний штемпель

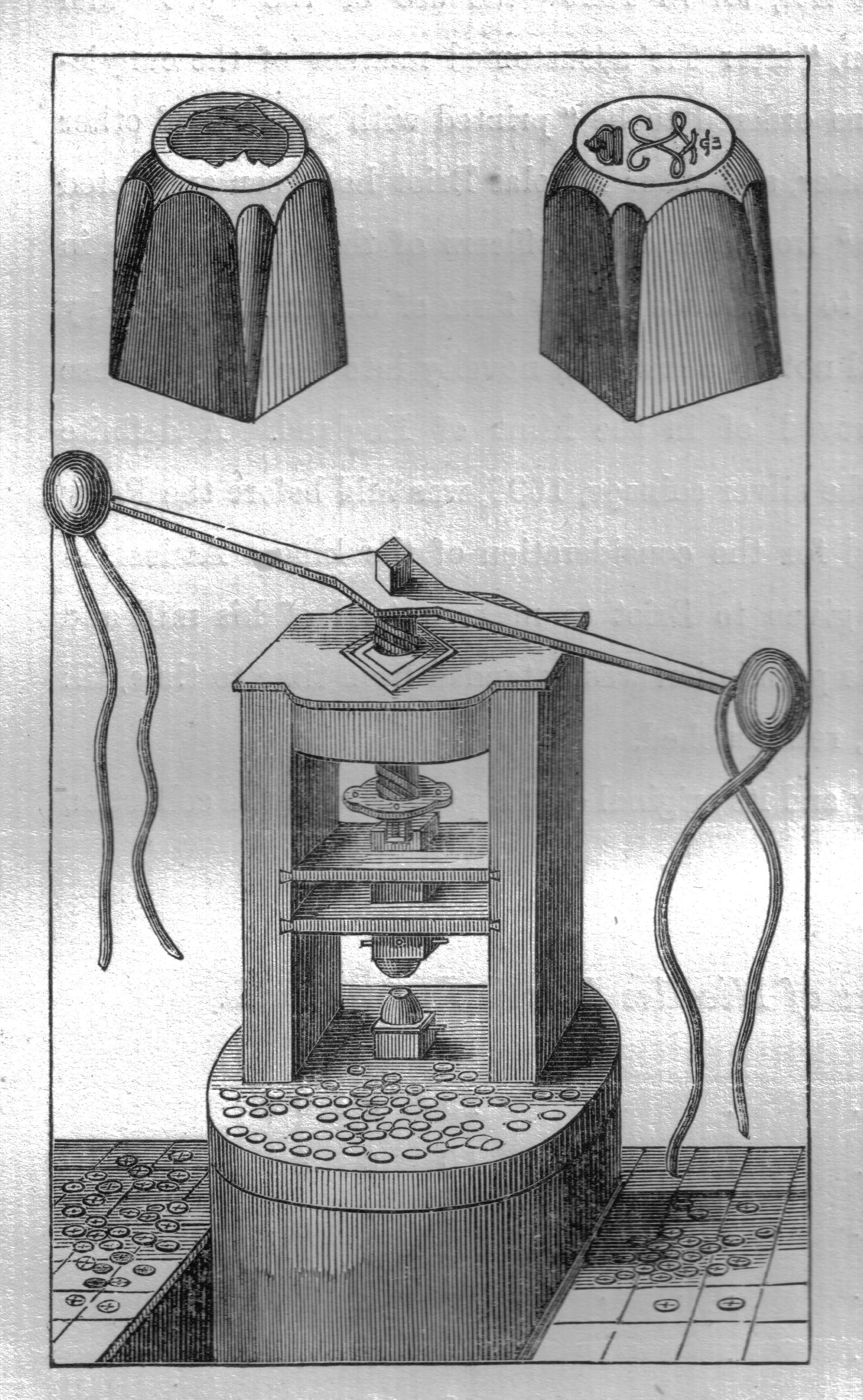
У верхній частині зображення штемпелі, в нижній монетний верстат

Штемпель - в  нумізматиці термін, що означає металевий інструмент для карбування  монет і  медалей.
На робочу поверхню штемпеля наноситься негативне зображення аверс а і  реверсу майбутньої монети. Штемпеля завжди виготовляються парами і розрізняються на верхній і нижній. Сучасні штемпелі виготовляються з високоміцної сталі і здатні викарбувати сотні тисяч монет перш ніж будуть замінені. Для виготовлення сучасних штемпелів використовується спеціальна матриця, на яку нанесено позитивне зображення майбутньої монети.
Починаючи з  Стародавнього Риму монетні штемпелі виготовлялися вручну різьбярем монетних штемпелів. Різьбярів в Стародавньому Римі називали celators.
Виготовлення монетних штемпелів здавна було вельми трудомістким процесом, різьбярі штемпелів користувалися великим авторитетом.
Штемпель — це усталений в нумізматиці термін по відношенню до інструменту, яким карбуються монети, термін прийшов із німецької мови. Не варто плутати монетний штемпель зі штампом.